# 棉毛橐吾
棉毛橐吾（学名：Ligularia vellerea）是菊科橐吾属的植物，是中国的特有植物。分布在中国大陆的云南等地，生长于海拔2,100米至4,600米的地区，一般生于水边、林下以及草坡。